# Angel (X Japan-dal)
Az Angel az X Japan japán heavymetal-együttes kislemeze, mely 2023. július 28-án jelent meg a Melodee Music kiadásában és Yoshiki írta.  Az együttesnek nyolc évig nem jelent meg kislemeze ezt megelőzően.
A dal első helyen debütált az Oricon napi slágerlistáján.

## Számlista
| #  | Cím   | Szerző(k) | Hossz |
| -- | ----- | --------- | ----- |
| 1. | Angel | Yoshiki   | 4:34  |

## Slágerlista-helyezések
| Slágerlista (2023)              | Legmagasabb helyezés |
| ------------------------------- | -------------------- |
| Billboard Japan letöltési lista | 5                    |
| Oricon digitális kislemezek     | 5                    |

## Fordítás
Ez a szócikk részben vagy egészben  a   Born to Be Free (X Japan song) című angol Wikipédia-szócikk fordításán alapul.  Az eredeti cikk szerkesztőit annak laptörténete sorolja fel. Ez a jelzés csupán a megfogalmazás eredetét és a szerzői jogokat jelzi, nem szolgál a cikkben szereplő információk forrásmegjelöléseként.